# Флаг Индианаполиса
Флаг Индианаполиса — официальный символ города Индианаполис, штат Индиана, США. Представляет собой тёмно-синее полотнище с белым крестом посередине. В центре креста на красном фоне изображена пятиконечная белая звезда, которая олицетворяет Монумент солдатам и морякам, а её центральное положение означает, что Индианаполис — столица штата Индиана. Также красный цвет символизирует «движущую силу и стремление к прогрессу, благодаря которому город Индианаполис бежит вперёд», четыре белые полосы означают Северную и Южную Меридиан-стрит по вертикали и Восточную и Западную Маркет-стрит по горизонтали. Четыре фрагмента тёмно-синего цвета олицетворяют жилые районы города.
В 1962 году городские власти решили, что городу требуется более современный флаг, на замену принятого в 1915 году. Поэтому Торговая палата Индианаполиса профинансировала конкурс на новый флаг, определив награду за лучший проект в 50 долларов. Тем временем в Школе искусств Херрон Индианского университета один из учителей обязал всех учеников одного класса создать работу для конкурса. В итоге победил проект Роджера Гола, в котором круг со звездой и вертикальные полосы были смещены влево, а не располагались в центре. Гол не знал об изменениях, пока не вернулся в город в 1969 году.
1 января 1970 года флаг Индианаполиса стал де-факто флагом округа Марион, когда город и округ объединили свои правительства.
В 2004 году Североамериканская вексиллологическая ассоциация поставила флаг Индианаполиса на 8-е место в списке 150 лучших флагов городов США.